# Phelipara balteata
Phelipara balteata là một loài bọ cánh cứng trong họ Cerambycidae.